# Stade San Mamés (2013)
Pour les articles homonymes, voir Stade San Mamés.
San Mamés est un stade de football situé à Bilbao en Espagne. Inauguré à l'été 2013, il accueille les matchs à domicile de l'Athletic Club. Il remplace l'ancien stade San Mamés.

## Histoire

### Projet

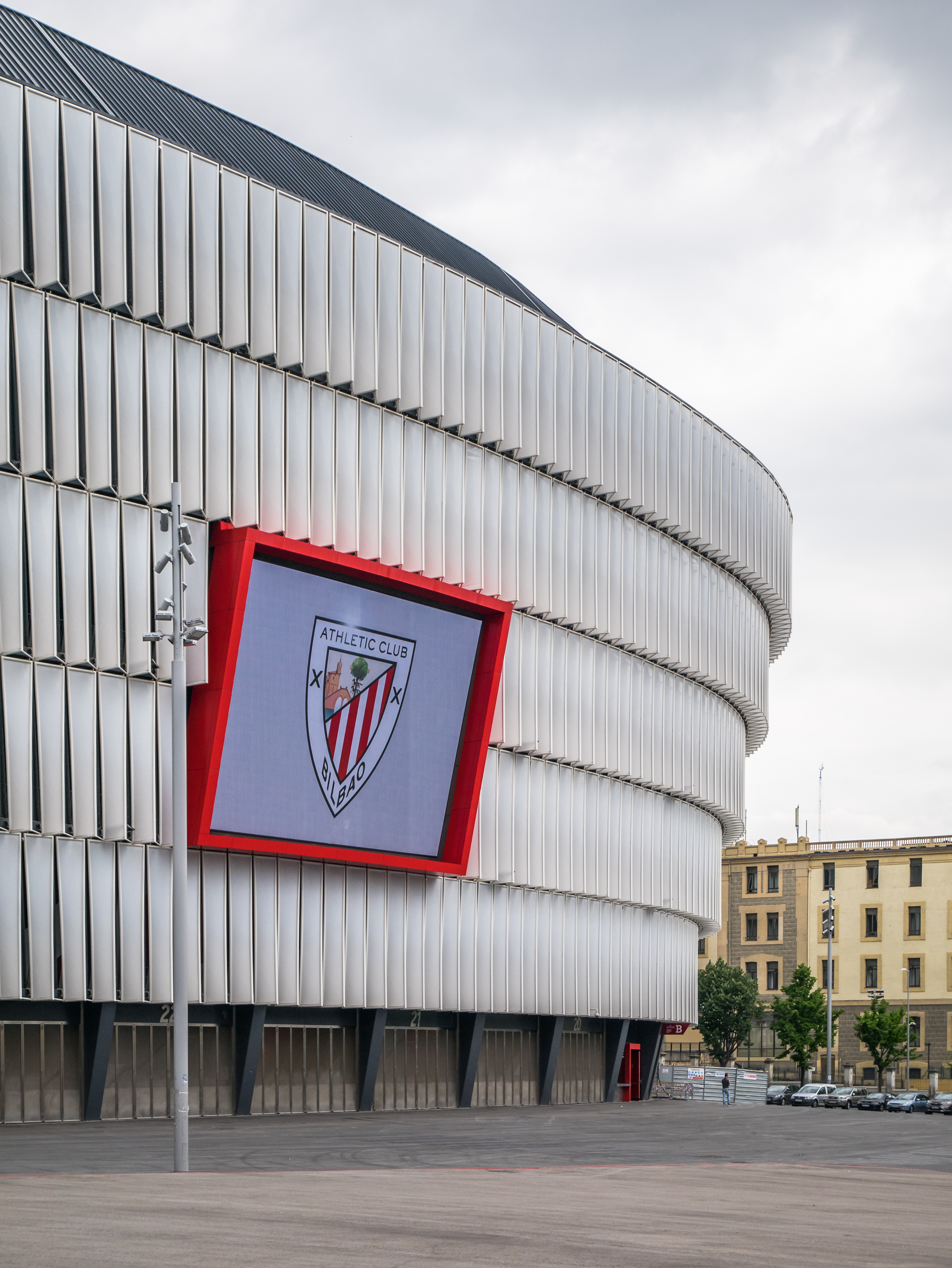
Vue extérieure.

Dans une ville grandement modernisée dans les années 1990 (métro en 1995, musée Guggenheim en 1997 et palais Euskalduna en 1999), les rives du Nervion faisaient partie de l'importante restructuration. L'architecte Norman Foster s'est alors penché sur le cas du stade de San Mamés et a proposé la construction d'une nouvelle enceinte de 55 000 places, comprenant un immeuble de bureaux et deux centres commerciaux.
Au début des années 2000, le président de l'Athletic Club, Javier Uria a proposé aux socios de réaliser un nouveau stade, projet auquel ils adhérèrent.

### Construction
Le processus de création a débuté en 2004. La société San Mamés Berria s'est formée le 19 janvier 2007 et le projet du nouveau stade a été présenté le 7 mars 2007. Celui-ci est construit sur un emplacement jouxtant l'ancien équipement. 
La construction doit se réaliser en plusieurs phases. Seules trois tribunes seront opérationnelles lorsque le stade accueillera sa première rencontre. La dernière tribune s'implantera sur l'emplacement de la tribune principale de l'ancien stade.
La première pierre de San Mamés Berria est posée le 26 mai 2010 et les travaux débutent le 25 juin 2010. La livraison de l'édifice se fait en trois temps : tribunes latérales et tribune nord à l'été 2013 (mise en service de l'équipement), destruction de l'ancien stade durant la saison 2013-2014, construction de la tribune sud à l'été 2014 et mise en service totale pour la saison 2014-2015.
Avec 122 places VIP et 303 emplacements de parking souterrain, ce stade est classé en catégorie 4 par l'UEFA.

### Financement
Le financement du stade est assuré par la société San Mamés Barria, composée de cinq entités.
L'Athletic Club apporte 50M€ (33M€ en fonds propres et 17M€ de valorisation du terrain de l'ancien San Mamés). Le gouvernement basque 50M€, la députation forale de Biscaye 50M€, Kutxabank 50M€ et la municipalité de Bilbao pour 11M€.

## Structure et équipements

### Hospitalités
Le stade abrite le siège de l'Athletic Club et le musée du club. Il est équipé de quatre vestiaires de 240m² et de 40 bureaux de 50m²
La capacité totale est de 53 289 places réparties comme suit :
| Emplacements                  | Capacités |
| ----------------------------- | --------- |
| Enceinte générale             | 49 063    |
| Enceinte générale rétractable | 1270      |
| Places PMR                    | 260       |
| Accompagnants                 | 260       |
| Emplacements V.I.P.           | 824       |
| Enceinte premium              | 2 130     |
| Loge d'honneur                | 192       |
| Journalistes                  | 162       |
| Total                         | 53 289    |

### Sous-sols
Le stade est composé de cinq sous-sols :
| Sous-sol A : Module d'athlétisme de 112 mètres de long par 12 mètres de large. Piste de 60 mètres de long pour la pratique du saut en hauteur, du triple saut, du saut en longueur, du saut à la perche et du lancer de poids. |
| Sous-sol B : Centre pour l'innovation dans le sport. |
| Sous-sol C : Centre de médecine sportive. |
| Sous-sol D : Espace sportif polyvalent municipal, avec piscine, fitness, spa,... |
| Sous-sol E : Parking avec 8 emplacements autobus et 303 emplacements voitures. |

## Événements
- Finale de l'European Rugby Challenge Cup, 11 mai 2018.
- Finale de l'European Rugby Champions Cup, 12 mai 2018.
- Phase finale (Final 8) de la Ligue des champions féminine 2020
- Finale de la Ligue des champions féminine 2024
- Finale de la Ligue Europa 2025
- Finale de l'European Rugby Challenge Cup 2026
- Finale de l'European Rugby Champions Cup 2026

## Environnement et accès
Le stade est desservi par la ligne  de la compagnie ferroviaire basque EuskoTren et par les lignes  et  du Cercanías Bilbao, réseau de transport urbain de l’agglomération de Bilbao.
L'aéroport international se situe à 16km.